# اولیویا هوفمان
اولیویا هوفمان (آلمانی: Olivia Hofmann؛ زادهٔ ۸ اوت ۱۹۹۲) تیرانداز زن اهل اتریش است.
وی در مسابقات کشوری و بین‌المللی در مجموع برندهٔ ۱ مدال نقره، ۱ مدال برنز شده‌است.